# Parc des expositions de Berlin

Bâtiment principal dont le hall d'entrée donne sur la Masurenallee, construit par Richard Ermisch.

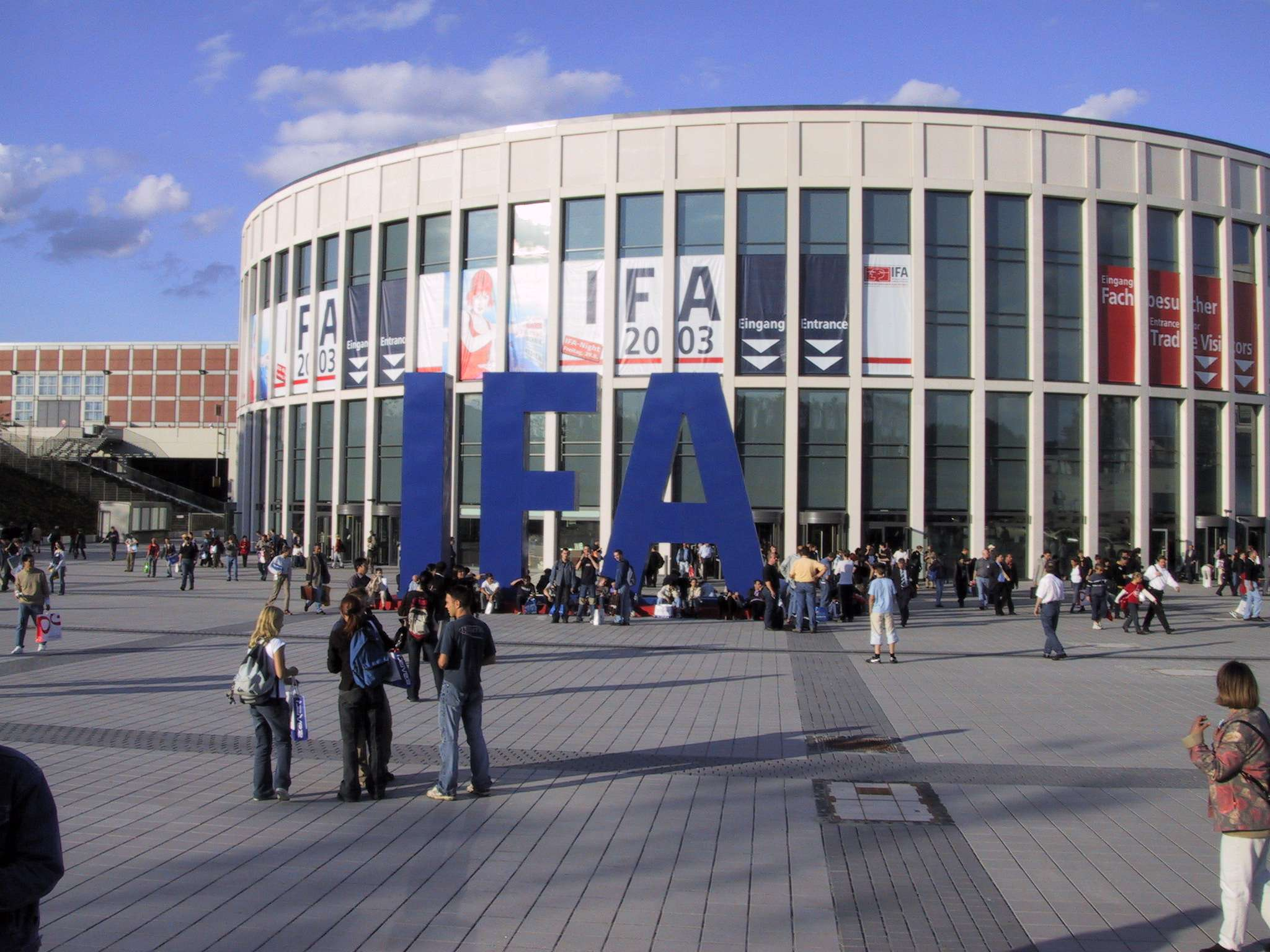
Porte Sud pendant l'édition 2003.

Le parc d'exposition de Berlin (Messegelände Berlin) est situé à Berlin-Westend, dans la zone piétonne de Charlottenburg-Wilmersdorf, non loin de la Haus des Rundfunks.
Les locaux, construits dans les années 1936-1937, comprennent 26 halles couvrant 160 000 m2, ainsi que le Funkturm Berlin et la Deutschlandhalle, aujourd'hui détruite et remplacée par le CityCube Berlin. Les salles sont également reliées au Centre de congrès international de Berlin.
Les plus importants Salons s'y déroulant sont l'Internationale Grüne Woche Berlin (IGW), la Internationale Funkausstellung Berlin (IFA), l'Internationale Tourismus-Börse (ITB), la Youth fair YOU, la Venus Berlin, l'InnoTrans and le Popkomm.

### Référence de traduction
- (en) Cet article est partiellement ou en totalité issu de l’article de Wikipédia en anglais intitulé « Messe_Berlin » (voir la liste des auteurs).